# إغناثيو غوتيريز (صحفي)
إغناثيو غوتيريز (بالإسبانية: Ignacio Gutiérrez) هو مقدم تلفزيوني وصحفي تشيلي، ولد في 29 أبريل 1976 في كونستيتسيون في تشيلي.

## وصلات خارجية
- إغناثيو غوتيريز على موقع IMDb (الإنجليزية)
- إغناثيو غوتيريز على موقع قاعدة بيانات الفيلم (الإنجليزية)